# Pseudopaludicola mirandae
Pseudopaludicola boliviana là một loài ếch thuộc họ Leptodactylidae.
Loài này có ở Argentina và có thể cả Paraguay.
Môi trường sống tự nhiên của chúng là đầm nước ngọt và đầm nước ngọt có nước theo mùa.